# Hernán Buenahora
Hernán Buenahora Gutiérrez (Barichara, Santander, Colombia, 18 de marzo de 1967) es un exciclista colombiano, profesional desde 1990 hasta 2004.
Gran parte de su carrera deportiva la realizó en España ya que luego de debutar como profesional en el Café de Colombia, fue contratado por el Kelme donde estuvo 8 años y posteriormente continuó en el Vitalicio Seguros.
Participó de las 3 Grandes Vueltas, disputando 6 Tour de Francia, 6 Giro de Italia y 5 Vuelta a España, estando cerca de ganar alguna etapa como en el Tour de Francia 1994 y 1995 en que fue segundo en una etapa de cada edición. A su vez también ganó una Vuelta a Colombia y quedó 2 veces de segundo en esta edición

Su mejor resultado en Grandes Vueltas lo logró en el Giro de Italia 2000, al terminar 6.º. También fue 10.º en el Tour de Francia 1995. Su último equipo profesional fue el Cafés Baqué donde como resultado más destacado fue la victoria en la general de una carrera que ese año dejó de ser oficial como el Clásico RCN en el 2004.
Tras dejar el ciclismo profesional siguió obteniendo buenos resultados en carreras abiertas a ciclistas no profesionales con victorias en Clásico Ciclístico Banfoandes en 2006 y en la Vuelta al Táchira en 2007. Durante esos años estuvo en los equipos aficionados Gobernación del Zulia-Alcaldía de Cabimas (2006-2007) y Lotería de Boyacá (2008).
Se retiró en octubre de 2011, para asumir como director deportivo del equipo Colombia-Coldeportes.

## Palmarés
1995
- Premio de la combatividad Tour de Francia

1998
- Volta a Cataluña, más 2 etapas

1999
- 1 etapa del Clásico RCN

2001
- Vuelta a Colombia, más 4 etapas

2002
- Trofeo Poggiridenti

2003
- 3.º en la Vuelta a Antioquia

2005
- 1 etapa de la Vuelta a Colombia

2006
- Clásico Ciclístico Banfoandes
- 1 etapa de la Vuelta al Táchira
- 1 etapa de la Vuelta a Colombia

2007
- Vuelta al Táchira, más 2 etapas
- 2.º en el UCI America Tour
- 2.º en la Vuelta a Antioquia

2008
- 2 etapas de la Vuelta a Colombia

## Resultados en Grandes Vueltas
Durante su carrera deportiva ha conseguido los siguientes puestos en las Grandes Vueltas:
| Carrera         | 1991 | 1992 | 1993 | 1994 | 1995 | 1996 | 1997 | 1998 | 1999 | 2000 | 2001 | 2002 | 2003 | 2004 |
| --------------- | ---- | ---- | ---- | ---- | ---- | ---- | ---- | ---- | ---- | ---- | ---- | ---- | ---- | ---- |
| Tour de Francia | -    | -    | -    | 18.º | 10.º | Ab.  | 22.º | Ab.  | 64.º | -    | -    | -    | -    | -    |
| Giro de Italia  | -    | -    | Ab.  | Ab.  | 18.º | 11.º | Ab.  | 27.º | 15.º | 6.º  | 13.º | -    | -    | -    |
| Vuelta a España | Ab.  | 17.º | 13.ª | -    | -    | Ab.  | -    | -    | -    | -    | -    | -    | -    | 32.º |

-: no participa

Ab.: abandono

## Equipos
- Café de Colombia (1990)
- Kelme (1991-1997)
- Vitalicio Seguros (1998-1999)
- Aguardiente Néctar-Selle Italia (2000)
- Selle Italia-Pacific (2001)
- Cage Maglierie-Olmo (2002)
- 05 Orbitel (2002)[3]
- Labarca 2-Café Baqué (2003)[4]
- Cafés Baqué (2004)
- Alcaldía de Cabimas (2006-2007)
- Lotería de Boyacá (2008)
- Panachi Liga de Santander (2010)
- GW Shimano (2011)